# Lilla Skogsbotjärnen
Lilla Skogsbotjärnen är en sjö i Falu kommun i Dalarna och ingår i Gavleåns huvudavrinningsområde. Sjöns area är 0,029 kvadratkilometer och den är belägen 267 meter över havet.